# Bâtonnage (bois)
Pour les articles homonymes, voir Bâtonnage.

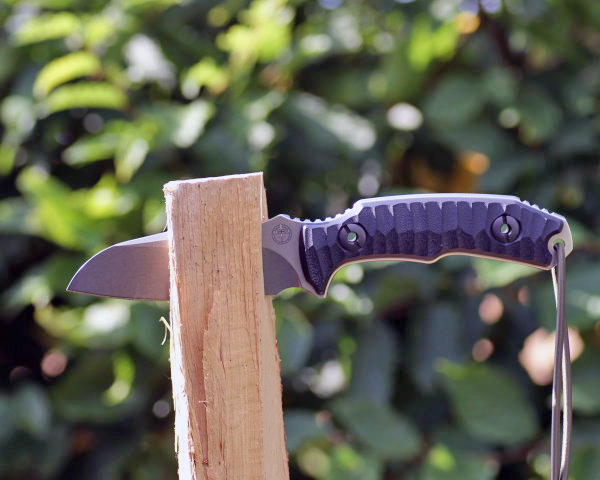
Bâtonnage d'un quartier de rondin.

Le bâtonnage est une technique de coupe ou fendage du bois par le martelage d'une lame (couteau) avec un maillet (bâton), afin d'enfoncer la lame à travers le bois. Le bâtonnage est utilisé pour faire du petit-bois (pour allumer un feu) ou pour tailler différentes formes (lattes, planches…).